# Karlgeorg Hoefer
Karlgeorg Hoefer (* 6. Februar 1914 in Schlesisch-Drehnow (heute: Drzonów); † 8. Oktober 2000 in Offenbach am Main) war ein deutscher Typograf, Schriftdesigner und Kalligraph.

## Leben und Wirken

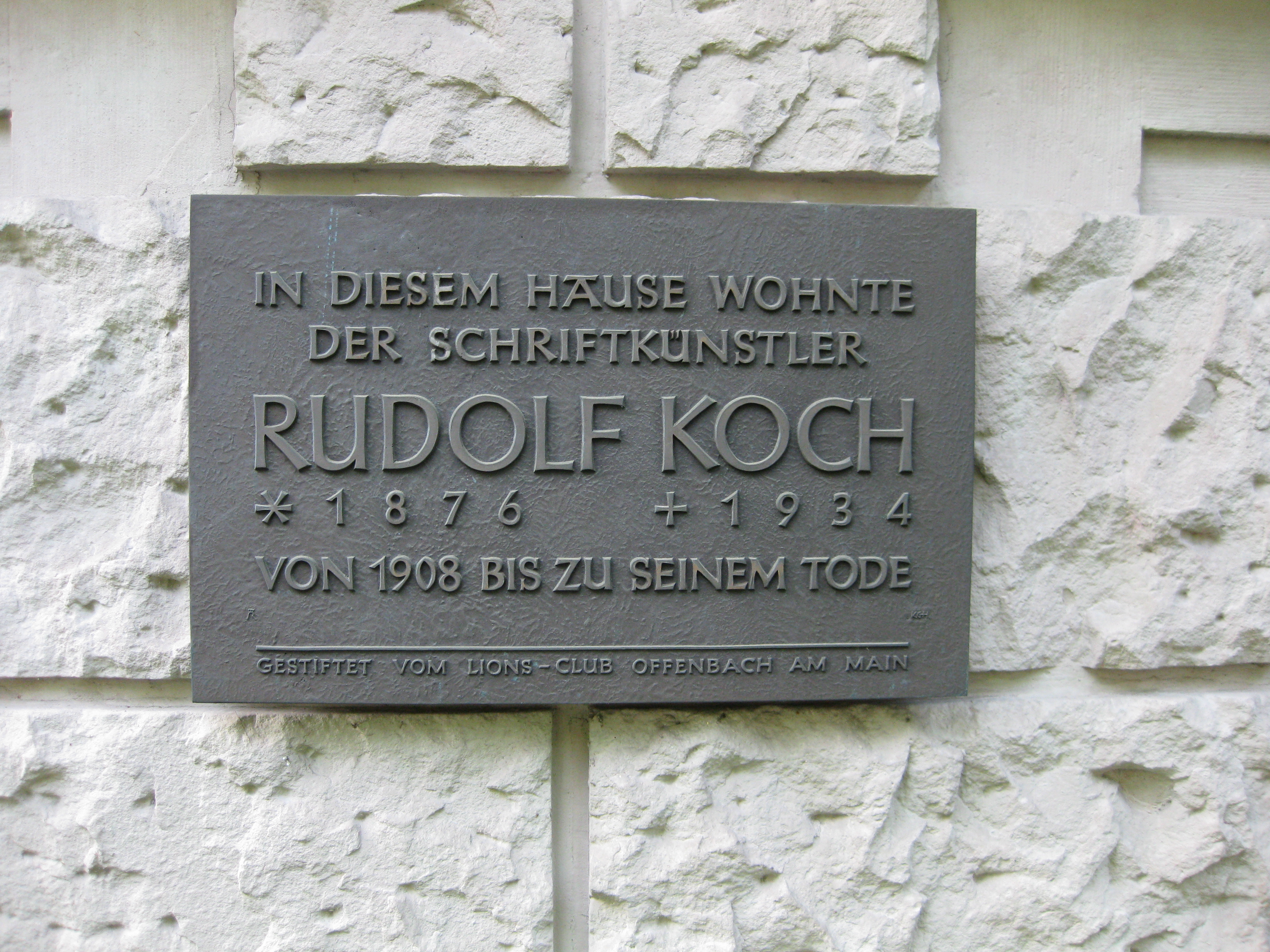
Die von Hoefer gestaltete Gedenktafel für den Schriftkünstler Rudolf Koch am Buchrainweg in Offenbach

Hoefer lehrte unter anderem an der Hochschule für Gestaltung (bis 1970 Werkkunstschule) in Offenbach am Main. Anschließend hatte er Lehraufträge zur Leitung von Sommerschulen in Kalifornien und anderen amerikanischen Städten inne. 1987 gründete er die Schreibwerkstatt Klingspor Offenbach und den Förderkreis Internationaler Kalligraphie e. V.
Er entwarf Schriften für Ludwig & Mayer, Gebr. Klingspor, Linotype, D. Stempel AG, H. Berthold AG  und JT Hellas, z. B. die Salto (1952 für Gebr. Klingspor) oder seine am weitesten verbreitete Schrift, die FE-Schrift für die Bundesanstalt für Straßenwesen.
Seine erste Digitalschrift war die Schriftart »griechische Programm-Grotesk« für JT Hellas, diese wurde auch in der digitalen Setzmaschine »Digiset« der Firma Dr. Ing. Hell eingesetzt und war jahrzehntelang die Schriftart griechischer Telefonbücher.
Des Weiteren wurde die von Hoefer entworfene Schrift Sho (1992 für Linotype) von dem international bekannten Musikduo The Chemical Brothers für ihr Logo verwendet. Die Rechte an der Schrift hält Linotype.
Arbeiten von Karlgeorg und seiner Ehefrau Maria Hoefer (geb. Rein) befinden sich in dem am 8. Februar 2009 neu eröffneten „Karlgeorg und Maria Hoefer Archiv“ der Schreibwerkstatt Klingspor in Offenbach-Rumpenheim.